# Hohenlimburger Kleinbahn 2
Die Lokomotive Hohenlimburger Kleinbahn 2 (in zweiter Besetzung) war eine von der Lokomotivfabrik Henschel hergestellte Trambahnlokomotive der Hohenlimburger Kleinbahn. Die Lokomotive wurde 1935 in Dienst gestellt und war die stärkste Kastendampflok der Gesellschaft. Die Lokomotive war bis 1960 im Einsatz. Die Lokomotive erhielt die Nummer der ausgemusterten Lokomotive 2.

## Geschichte
Die Lokomotive wurde beschafft, weil 1935 mit der Nr. 2 die letzte der alten Kastenlokomotiven ausgeschieden war und Ersatz benötigt wurde. Sie lehnte sich in ihrer Ausführung eng an die Lok 6 an und wurde als Nr. 2 in zweiter Besetzung bezeichnet.

## Technik
Über die Lokomotive liegt der Bericht über das Genehmigungsverfahren mit der kompletten Beschreibung vor. Die 2II besaß keine Triebwerksverkleidung. Die Rauchkammer war bis zum Kastenende vorgezogen. Das ermöglichte eine erleichterte Reinigung der Rauchkammer, dafür war innen kein Umgang um die Lok mehr möglich. Seitlich hatte die Lokomotive nur je einen Aufstieg an der hinteren Seite. Die Seiten für Lokführer und Heizer waren unterschiedlich ausgeführt, auf der Heizerseite war die Wetterschutzverkleidung verlängert. An der hinteren Stirnseite war ein Aufstieg zum Kohlebunker vorhanden.
Technisch entsprach die Lokomotive der Nr. 6, besaß jedoch einen wesentlich größeren Zylinderdurchmesser. Dadurch erreichte die Lok eine höhere Zugkraft.
Die Brennstoffbehälter waren hinter dem Stehkessel rechts und links an den Seitenwänden angebracht, der Wasservorrat befand sich zum einen in einem zwischen den beiden 35 mm starken Rahmenwangen vorhandenem Tank sowie in weiteren seitlich unter dem Führerstand liegenden Wassertanks. Die Lokomotive besaß eine Dampfbremse und eine Handbremse.
Außer einer Dampfpfeife waren ein Dampfläutewerk und eine Fußglocke vorhanden. Die elektrische Beleuchtung wurde durch einen Turbogenerator von Henschel betrieben. Außer den beiden Lampen an den Stirnseiten waren noch Deckenleuchten unter dem Dach angebracht.
Bei einem späteren Umbau erhielt sie schmale Fenster oberhalb der Rauchkammer.

## Einsatz
Nach Ablieferung hatte sie die größte Leistung von allen Lokomotiven der Hohenlimburger Kleinbahn. Sie gehörte mit zu den Lokomotiven, die erst durch die Diesellokomotiven ersetzt werden konnten. Sie wurde mit zwei Lokomotiven von Jung (Nr. 4II und 5II) 1960 abgestellt und bei der Westfälischen Lokomotiv-Fabrik Hattingen Karl Reuschling verschrottet.